# Stāmeriena
Stāmeriena (dawniej: niem. Stommersee) – wieś na Łotwie, w Liwonii, w Gulbene.
Wieś leży w kierunku północno-wschodnim od Gulbene i na północ od drogi Gulbene – Balvi.
Miejscowość od początków XIX w. należała do baronowskiej rodziny Wolffów, którzy w odróżnieniu od Wolffów z pobliskiego Gulbene pisali się Wolff-Stomersee. W Stāmerienie znalazła się główna siedziba tego rodu. Reprezentacyjny pałac położony jest między dwoma jeziorami, w rozległym parku z dala od zabudowań gospodarczych, z których dawna stajnia służy jako ekskluzywny hotel z restauracją. Do kompleksu majątku ziemskiego należała także cerkiew znajdująca się za mniejszym z jezior.

## Pałac Wolffów

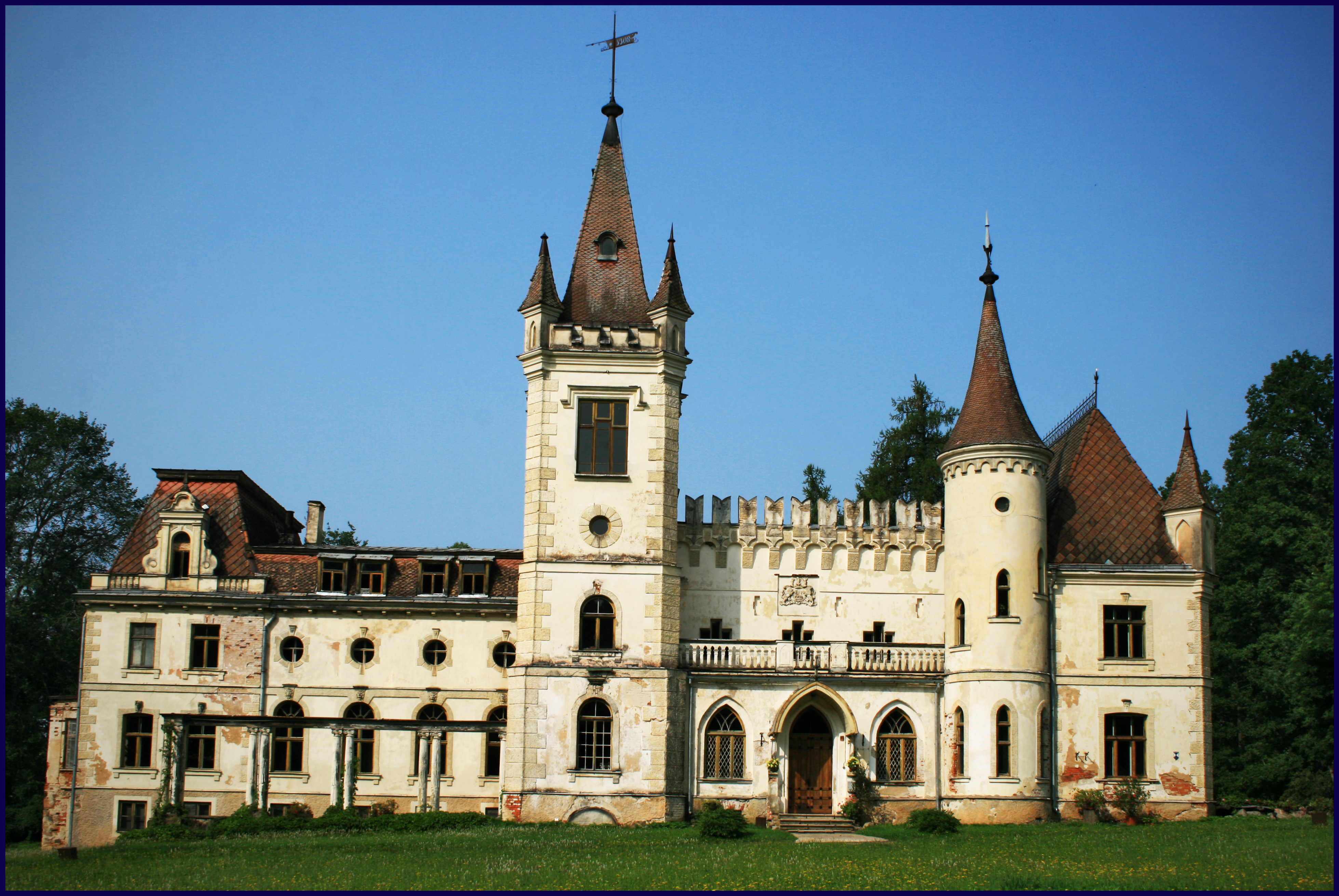
Pałac rodu Wolff-Stomersee

Pałac wybudowany został w latach 20. X w. i rozbudowany w 1835 roku.
Pałac został zniszczony w czasie rewolucji 1905 roku. Pałac zbudowany został z pietyzmem w 1908 r. Przedstawicielką rodu Wolff-Stomersee była Alexandra, żona Giuseppego Tomasiego di Lampedusy, autora powieści Lampart. Książę di Lampedusa miał odwiedzać ten pałac w latach 30. XX w.
Po II wojnie światowej w pałacu mieściło się Technikum Rolnicze. Pałac został opuszczony w latach 70. XX w. Współcześnie pałac poddany jest zabiegom konserwatorskim, a część pomieszczeń udostępniona na sale ekspozycyjne. Pałac wraz z parkiem stanowi miejsce ogólnołotewskich festiwali teatralnych.

## Biała cerkiew
Cerkiew w Stāmerienie ze względu na kolorystykę ścian i srebrnych kopuł na wieżach jest nazywana białą cerkwią. Świątynia pw. Aleksandra Newskiego usytuowana jest na niewielkim wzgórzu, tuż przy jeziorze Pogas. Początkowo była tu cerkiew drewniana wybudowana w pierwszej połowie XIX w. Nową cerkiew murowaną, wybudowano w latach 1902–1904, na planie krzyża, z wysoką wieżą (dzwonnicą) przy wejściu i pięcioma wieżami w części centralnej budowli. Ikonostas został wykonany w Niżnym Nowogrodzie, a na jego zdobienie zużyto 1,5 kg złota. Cerkiew wybudował Johann von Wolff dla swojej żony księżnej Zofii Potiomkin. Cerkiew jako miejsce kultu prawosławnych była użytkowana do roku 1956, później do 1995 roku służyła jako magazyn sowchozu. Cerkiew przywrócona została na potrzeby kultu 9 grudnia 1995. W tym roku podjęto równocześnie remont świątyni, który trwał do 2004. Cerkiew ta służy na potrzeby prawosławnych, a także odbywają się w niej koncerty.